# .mp3 Tour
El .mp3 Tour es la gira promocional del segundo álbum de estudio .mp3 de la cantante argentina Emilia. Se trata de la tercera gira musical de la cantante en la cual recorrerá América y España en 40 fechas, comenzando en Buenos Aires el 6 de abril de 2024 y finalizando en Salta el 14 de diciembre de 2024.

## Antecedentes y desarrollo
Luego del lanzamiento del álbum, el 30 de noviembre Emilia adelanta, mediante sus redes sociales, el anuncio de la gira musical que acompañaría al disco. La venta comenzó el 4 de diciembre con una respuesta arrasadora por parte del público. Lo que al principio fue el anuncio de una única fecha en el Movistar Arena de Buenos Aires, rápidamente se convirtió en un fenómeno sin precedentes: en menos de 10 horas, Emilia agotó 10 funciones consecutivas, marcando un récord absoluto en su carrera y en la historia del recinto siendo la artista argentina más joven en lograrlo.
El fenómeno de ventas se extendió a otras ciudades del interior. En Córdoba, el espectáculo fue trasladado al Quality Estadio y, debido a la alta demanda, se anunció otra fecha en el mismo lugar. Lo mismo ocurrió en Rosario, el show estaba programado en el Anfiteatro Municipal, pero fue trasladado al Ex Rural, un recinto de mayor capacidad. También se anunció show en Salta en el estadio Delmi que se agotó a las horas y más adelante, el 16 de febrero, anunciaría un nuevo concierto en el Arena Aconcagua de Mendoza.
El 27 de diciembre Emilia anuncia el que sería su concierto más grande hasta el momento, a realizarse en el Estadio Vélez Sarsfield de Buenos Aires, convirtiéndose además en la tercera mujer argentina en pisar el escenario, después de sus compatriotas Mercedes Sosa y Lali. El 8 de enero, a tan solo cuatro horas del comienzo de la venta de entradas, logró agotar todas las localidades de su concierto en Vélez, sumando una segunda fecha para el día siguiente en el estadio. Así pues, a una semana de iniciar el primero, anunció dos más que se agotaron en días. De esta manera, sería la primera argentina en realizar 4 shows consecutivos en dicho escenario.
La gira también tuvo una fuerte acogida internacional, Emilia anunció su desembarco en Europa y confirmó su primer show en el WiZink Center de Madrid, uno de los recintos más importantes de España. En menos de un mes, agotó todas las entradas y reveló las fechas de una gira nacional por diferentes ciudades españolas, con presentaciones en recintos de gran capacidad como el Coliseum (A Coruña), la Plaza de Toros de Granada, el Palau Sant Jordi (Barcelona), la Ciudad de las Artes y las Ciencias (Valencia), etc.
En mayo de 2024, Emilia anunció su primera gira oficial en México. La presentación en la capital se agotó en menos de un mes y se agregó una nueva fecha. A los meses, en julio, añadió una fecha nueva en Chile. La demanda alta llevó a la suma de dos fechas adicionales, convirtiéndola en la primera artista en la historia en agotar tres shows consecutivos en el Movistar Arena de Chile.

## Producción

Emilia en el Movistar Arena, Buenos Aires

Emilia lució trajes de Defaïence, Poster Girl, Ismael Bonet, Nue Studio y Fanci Club. Para la dirección creativa del espectáculo, Emilia confió en Julia Conde, quien lideró el desarrollo conceptual del show, contando con la ayuda de Melanie Anton como directora de arte. Se trata de una propuesta estética potente y nostálgica inspirada en los 2000s teniendo como colores predominantes el rosa, el azul y el blanco. La dirección musical fue responsabilidad de Francisco Cia, Pedro Pasquale y Axel Introini, quienes coordinaron cada arreglo en vivo para la banda—piano, guitarra, bajo y batería—.
Durante el .mp3 Tour, Emilia no solo brilló como una de las exponentes del pop argentino, sino que también apostó por visibilizar a otras artistas emergentes. Gracias a una alianza estratégica con Spotify EQUAL, el escenario se transformó en una plataforma de exposición para talentos femeninos con propuestas frescas, personales y con gran potencial de crecimiento en la escena regional. Entre las artistas invitadas como teloneras estuvieron: Conne Isla, Yamie Safdie, Clara Cava, Mora Navarro, Malena Villa (Movistar Arena); Ambik, Chita, Olivia Wald, Femi y Darumas (Vélez).

## Sinopsis

Emilia en el Estadio José Amalfitani, Buenos Aires

El concierto arranca con una espectacular estrella luminosa en el centro del escenario, símbolo clave del tour. Sin embargo, en los shows de los Vélez, Emilia hace su entrada triunfal sobre un mp3 gigante, equipado con escaleras iluminadas. Asimismo, durante la interpretación de «IConic.mp3», vuelve a jugar con esa idea al subirse a un mp3 más pequeño, que aparece como un objeto escenográfico entre lo digital y lo pop. Por otra parte, cuando canta «A_1000_Km.mp3», utilizó una cámara de mano con zoom similar a una cámara selfie profesional, proyectando en las pantallas gigantes los rostros, carteles y reacciones de sus fans cuando la canta y baja del escenario.
Otro de los momentos más impactantes, que sólo pudo disfrutarse durante los Movistar Arena de Buenos Aires, es cuando Emilia sobrevuela el venue en una plataforma voladora que atraviesa el recinto llevándola del escenario principal al secundario haciendo uso también de una pasarela. De esta manera, logra conectar con el público del campo trasero.
Con una estética inspirada en los videojuegos retro, la cultura digital de los 2000s y el diseño pixelado tipo Game Boy, las pantallas anuncian cada cambio de bloque temático con títulos como “Sad Level” dando al concierto una estructura de videojuego por niveles. Los fondos visuales acompañan cada canción con gráficos dinámicos: desde interfaces tipo reproductores MP3, hasta animaciones futuristas, corazones rotos flotando, fondos urbanos, archivos .zip, el Windows XP, el Come Cocos, las Bratz, etc.
A lo largo del show, Emilia sorprende al público incorporando mashups icónicos: durante «Exclusive.mp3», fusiona su tema con fragmentos de “Fergalicious” de Fergie, “My Humps” de Black Eyed Peas y el clásico noventero “Gonna Make You Sweat (Everybody Dance Now)” de C+C Music Factory, logrando una secuencia explosiva que celebra el pop y el hip hop de los 2000s. En «La_Original.mp3», remezcla la base con “Vogue” de Madonna, haciendo un guiño directo también a la coreografía del videoclip original y en «GTA.mp3», sorprende al samplear el hit “Can’t Get You Out of My Head” de Kylie Minogue.

## Recepción crítica
Latinoamérica
Belén Fourment para la edición uruguaya de El País describe que «Emilia tiene el efecto magnético de un personaje de ficción». Destaca que su «derroche de carisma es el verdadero pilar de su carrera». Además de todas las referencias estéticas evidentes, «hay algo del Barbieland de Greta Gerwig flotando en el aire. No se dice, pero es como si estuviera establecido que por lo que dure este concierto, todo será así: perfectamente rosado, perfectamente feliz». 
En Paraguay, Maripili Alonso de ABC destacó su versatilidad vocal, su dominio coreográfico y el fuerte vínculo que mantiene con un público joven que la ve como referente. 
En México, Luis Angel H Mora para Infobae remarcó que «la artista no sólo mostró su habilidad para el baile y el canto, sino también su cercanía con el público, […] dejando en claro que la “queen” argentina ha llegado para quedarse». 
Tras su paso por Chile, TVenserio destacó una Emilia emocionada casi hasta las lágrimas hizo que la noche también tuviera varios puntos altos, marcados por momentos de emoción, canciones de amor y mucha fiesta
España
Ana Rojas para Los 40 escribía que «el espectáculo avanzaba con una planificación 360: una atmósfera de exclusividad y complicidad se creaba alrededor de una escenificación impresionante, unos estilismos cuidados al detalle y unas coreografías hipnóticas. El perfeccionismo y cuidado al milímetro del equipo está más que presente en el show. […] Sin duda, Emilia disfruta de estar en lo más alto como una de las figuras de referencia en la escena argentina». Marina Carrasco de El Independiente, añadía que «la sintonía de Emilia con el público es constante».
No obstante, también hubo críticas como los fallos técnicos durante el principio del show del Wizink Center- se retrasó media hora- y cuando Emilia se trasladó a un escenario secundario. Asimismo, Lucía Ortega para Europa FM reconoció que, aunque en algunos momentos se apoyó más en el baile que en el canto, Emilia ofreció un show ambicioso, emocional y visualmente impecable que reafirma su crecimiento como estrella global.
En Coruña, La Voz de Galicia resaltó su capacidad para emocionar y mantener al público cautivo durante las casi dos horas de show. En Barcelona, Angel Mor para Mundo Deportivo lo describió como «un 'show' donde el más mínimo detalle estaba medido, desde las transiciones de una canción a otra, mientras Emilia se cambiaba de 'outfit' […] hasta todo el grafismo que rodeaba la actuación». En Valencia, Ana Romero para Las Provincias, subrayó su solidez como artista, su energía arrolladora y el vínculo con sus raíces.

## Emisión en directo
La plataforma de streaming Star+ grabó y transmitió en vivo el penúltimo show de los diez Movistar Arena de Emilia, realizado el 30 de mayo de 2024. La presentación estuvo disponible para todos los países de América Latina y ofreció a los suscriptores una experiencia exclusiva que incluyó acceso a la previa del concierto, con imágenes inéditas del backstage y una entrevista especial conducida por el presentador y amigo Lizardo Ponce. Para este show, además estuvieron de invitados Duki, Miranda! y Tiago PZK. 

## Repertorio
El repertorio se dio a conocer oficialmente en el concierto que se celebró en el Movistar Arena en Buenos Aires el 6 de abril.
1. Intro + «Exclusive.mp3»
2. «Facts.mp3»
3. «Cuatro veinte»
4. «Jagger.mp3»
5. «Intoxicao»
6. «JET_Set.mp3»
7. «Ojitos_Verdes.mp3»
8. «IConic.mp3»
9. «Latin Girl»
10. «La Chain»
11. «Cielo en la mente»
12. «Como si no importara»
13. «Mi otra mitad»
14. «Uno los dos»
15. «A_1000_Km.mp3»
16. «Guerrero.mp3»
17. «Rápido lento»
18. «Underground»
19. «En la intimidad»
20. «Salgo A Bailar»
21. «Una foto (Remix)»
22. «Esto recien empieza»
23. «Los del Espacio»
24. «24_Hs.mp3»
25. «Muñecos.mp3»
26. «La_Original.mp3»
27. «GTA.mp3»
28. «No_Se_Ve.mp3»

Notas
- Durante el concierto del Wizink Center de Madrid, Emilia interpretó «La_Playlist.mpeg» por primera vez en la gira siendo añadida posteriormente al repertorio.
- Para los conciertos de los Velez añadió: «La Balada», «Alegria», «noviogansta <3», «Maldita noche (cover Bandana)»

## Artistas Invitados
- 6 de abril (Buenos Aires): Tiago PZK, Nicki Nicole, Duki, Callejero Fino y FMK.
- 7 de abril (Buenos Aires): Duki.
- 19 de abril (Buenos Aires): Tini.
- 23 de abril (Buenos Aires): Nicki Nicole, Duki y Mesita.
- 26 de mayo (Buenos Aires): Duki.
- 29 de mayo (Buenos Aires): Tiago PZK, Lit Killah, Rusherking, FMK y Duki.
- 30 de mayo (Buenos Aires): Miranda! y Tiago PZK.
- 31 de mayo (Buenos Aires): Duki
- 6 de julio (Madrid): Nathy Peluso, Duki y Lit Killah
- 14 de julio (Barcelona): Aleesha
- 9 de agosto (Ciudad de México): Duki y Tiago PZK
- 10 de agosto (Ciudad de México): Tiago PZK
- 17 de agosto (Monterrey): Tiago PZK
- 12 de octubre (Buenos Aires): Duki, Callejero Fino, FMK, Tiago PZK, Lit Killah y Rusherking.
- 13 de octubre (Buenos Aires): Duki, Callejero Fino, FMK, Lit Killah y Tini.
- 18 de octubre (Buenos Aires): Duki, FMK, Rusherking.
- 19 de octubre (Buenos Aires): FMK

## Fechas
| Fecha (2024)      | Ciudad                  | País            | Recinto                            | Acto de apertura    |
| América del Sur   | América del Sur         | América del Sur | América del Sur                    | América del Sur     |
| ----------------- | ----------------------- | --------------- | ---------------------------------- | ------------------- |
| 6 de abril        | Buenos Aires            | Argentina       | Movistar Arena                     | Connie Isla         |
| 7 de abril        | Buenos Aires            | Argentina       | Movistar Arena                     | Connie Isla         |
| 12 de abril       | Rosario                 | Argentina       | Ex Rural                           | Delfina             |
| 19 de abril       | Buenos Aires            | Argentina       | Movistar Arena                     | Yami Safdie         |
| 20 de abril       | Buenos Aires            | Argentina       | Movistar Arena                     | Yami Safdie         |
| 21 de abril       | Buenos Aires            | Argentina       | Movistar Arena                     | Clara Cava          |
| 23 de abril       | Buenos Aires            | Argentina       | Movistar Arena                     | Clara Cava          |
| 27 de abril       | Córdoba                 | Argentina       | Quality Arena                      | -                   |
| 28 de abril       | Córdoba                 | Argentina       | Quality Arena                      | -                   |
| 26 de mayo        | Buenos Aires            | Argentina       | Movistar Arena                     | Mora Navarro        |
| 29 de mayo        | Buenos Aires            | Argentina       | Movistar Arena                     | Mora Navarro        |
| 30 de mayo        | Buenos Aires            | Argentina       | Movistar Arena                     | Malena Villa        |
| 31 de mayo        | Buenos Aires            | Argentina       | Movistar Arena                     | Malena Villa        |
| Europa            |                         |                 |                                    |                     |
| 22 de junio       | La Coruña               | España          | Coliseum                           | -                   |
| 28 de junio       | Murcia                  | España          | Recinto Ferial La Fica             | Sunsetland Festival |
| 30 de junio       | Granada                 | España          | Plaza de Toros                     | -                   |
| 4 de julio        | Marbella                | España          | Cantera de Nagüeles                | -                   |
| 6 de julio        | Madrid                  | España          | Wizink Center                      | -                   |
| 10 de julio       | Chiclana de la Frontera | España          | Auditorio-Poblado de Sancti Petri  | -                   |
| 14 de julio       | Barcelona               | España          | Palau Sant Jordi                   | -                   |
| 18 de julio       | Valencia                | España          | Ciudad de las Artes y las Ciencias | -                   |
| América del Norte |                         |                 |                                    |                     |
| 9 de agosto       | Ciudad de México        | México          | Teatro Metropólitan                | -                   |
| 10 de agosto      | Ciudad de México        | México          | Teatro Metropólitan                | -                   |
| 14 de agosto      | Querétaro               | México          | Teatro Metropolitano               | -                   |
| 16 de agosto      | Guadalajara             | México          | Teatro Diana                       | -                   |
| 17 de agosto      | Monterrey               | México          | Parque Fundidora                   | Dale Mixx Festival  |
| 22 de agosto      | Mérida                  | México          | Auditorio La Isla                  | -                   |
| 24 de agosto      | León                    | México          | Foro del Lago                      | -                   |
| América del Sur   |                         |                 |                                    |                     |
| 7 de septiembre   | Asunción                | Paraguay        | Yacht y Golf Club Paraguayo        | -                   |
| 11 de septiembre  | Mendoza                 | Argentina       | Arena Aconcagua                    | Clari Ceschin       |
| 12 de octubre     | Buenos Aires            | Argentina       | Estadio Vélez Sarsfield            | Ambik y Chita       |
| 13 de octubre     | Buenos Aires            | Argentina       | Estadio Vélez Sarsfield            | Ambik y Chita       |
| 18 de octubre     | Buenos Aires            | Argentina       | Estadio Vélez Sarsfield            | Olivia Wald y Femi  |
| 19 de octubre     | Buenos Aires            | Argentina       | Estadio Vélez Sarsfield            | Darumas             |
| 24 de noviembre   | Santiago                | Chile           | Movistar Arena                     | Mariana Bfly        |
| 25 de noviembre   | Santiago                | Chile           | Movistar Arena                     | Mariana Bfly        |
| 26 de noviembre   | Santiago                | Chile           | Movistar Arena                     | Mariana Bfly        |
| 7 de diciembre    | Montevideo              | Uruguay         | Antel Arena                        | Niña Lobo           |
| 8 de diciembre    | Montevideo              | Uruguay         | Antel Arena                        | Niña Lobo           |
| 14 de diciembre   | Salta                   | Argentina       | Estadio Delmi                      | -                   |

Notas
1. ↑  El concierto en Rosario del 12 de abril estaba originalmente programado para realizarse en el Anfiteatro Municipal, pero debido a la alta demanda se trasladó al Ex Rural.
2. ↑  El concierto del 26 de mayo en Buenos Aires estaba planeado para el 6 de mayo, pero se reprogramó por prescripción médica de la artista.
3. ↑  El concierto en Murcia del 28 de junio es parte del Sunsetland Festival.
4. ↑  El concierto en Marbella del 4 de julio es parte del Starlite Festival.
5. ↑  El concierto en Chiclana de la Frontera del 10 de julio es parte del Concert Music Festival.
6. ↑  El concierto en Monterrey del 17 de agosto es parte del festival Dale Mixx.
7. ↑  El concierto de Asunción del 7 de septiembre estaba planeado para el 25 de mayo en el SND Arena, pero se reprogramó por prescripción médica de la artista.
8. ↑  El concierto de Mendoza del 11 de septiembre estaba planeado para el 18 de mayo, pero se reprogramó por prescripción médica de la artista.
9. 1 2  Los conciertos en Montevideo del 7 y 8 de diciembre estaban planeados para el 4 y 5 de mayo, pero se reprogramaron por prescripción médica de la artista.
10. ↑  El concierto del Salta del 14 de diciembre estaba planeado para el 10 de mayo, pero se reprogramó por prescripción médica de la artista.

## Créditos y personal

#### Management
- Management - Guadalupe Alvear
- Management - Andrés Gómez
- Management - Clara Pablo
- Asistente artista - Alan Gabriel Ferraro
- Tour manager - Luciano Clivio

#### Banda
- Voz principal - Emilia
- Guitarra - Tomas Huergo
- Bajo - David Buccheri
- Batería - Pedro Bulgakov
- Teclados - Felix Sanabria

#### Coreógrafos y artistas intérpretes
- Coreógrafos - Matias Napp
- Bailarines (gira) - Belen García, Denis Di Paolo, Valentina Couceiro, Arianna Santangelo, Felicitats Avalos, Delfina Ternavasio, Gonzalo Carcamo, Sebastian Araya, Tomas López, Nicolas Fleitas, Juan Pablo Moyano, Gastón Ruggiero.
- Bailarines (Velez) - Sofia Fontan, Valentina Mendoza, Justina Lombardi, Luz Florencia Silva, Juan Benitez, Braian Da Silva, Matías Goiriz, Federico Diaz, Felipe Figueroa

#### Departamento de vestuario
- Estilista - David Martinez Candela
- Vestuarista - Ludmila Carambia
- Realización vestuario - Ruth Drago, María Celeste Bulfoni, Victoria Vilaverde, Martina Liporace, Melanie Hovassapian, Micaela Toranzo
- Maquillaje Emilia - Marisol Gutierrez, Bosco Montesinos (España)
- Peluquería Emilia - Juan Manuel Cativa

#### Producción
- Directora creativa - Julia Conde
- Directora de arte - Melanie Anton
- Directores musicales - Francisco Cia, Pedro Pasquale, Axel Introini
- Coach vocal - Margarita Viqueira
- Jefe técnico - Jonatan Di Ricca
- Stage manager - Mina Battista, Juan Sebastian Ravassi
- Producción - Andres Constant, Luciana Serrudo
- Seguridad - Jorge Thomas
- Operador FOH - Matías Martínez
- Operadores monitores - Leandro Beiguel
- VJ - Darwin Flores
- Director de cámaras - Facundo Voncoptel
- Iluminador - Gaspar Potocnik
- Operador secuencias - Juan Pelliza
- Stage - Rosamel Rivas, Adrian Agustin
- Maquinista - Mauricio Cretton, Pablo Flores, Valentin Flores, Mauro Hougham
- Filmmaker - Cloe Blondel
- Fotógrafos - Tomas Pons, Dolores Gortari
- Drone - Sergio Gustavo Dicmonas
- Comunity manager - Paloma Navarro
- Administración - Nicolas Gaitán, Ayelen Mernes, Matías Sabre, Martín Schulz